# Струково (Вологодская область)
Струково — упразднённая деревня в Тарногском районе Вологодской области.
Входила в состав Заборского сельского поселения, с точки зрения административно-территориального деления — в Заборский сельсовет.
Расстояние по автодороге до районного центра Тарногского Городка — 24 км, до центра муниципального образования Красного — 1 км. Ближайшие населённые пункты — Красное, Горяевская, Сметанино, Фатьяново.
По переписи 2002 года население — 32 человека (11 мужчин, 21 женщина). Преобладающая национальность — русские (97 %).
Упразднена 21 августа 2023 года путём присоединения к селу Красное.